# Jiangmen
Jiangmen, tidigare känt som Kongmoon, är en stad på prefekturnivå i provinsen Guangdong i sydligaste Kina. Den ligger omkring 110 kilometer sydväst  om provinshuvudstaden Guangzhou.

## Historia
Orten öppnades som fördragshamn 1904 enligt ett fördrag med Storbritannien.

## Sevärdheter
Jiangmen är berömt för sin samling av diaolou, ett slags befästa torn som finns i Kaiping, Enping, Taishan och Xinhui. Den unika bebyggelsen har förklarats vara en del av världsarvet.

## Administrativ indelning
Staden är indelad i tre stadsdistrikt och fyra städer på häradsnivå:
| Pengjiang Jianghai Xinhui Taishan Kaiping Heshan Enping |           |              |                    |                   |           |                               |
| Namn                                                    | Kinesiska | Pinyin       | Typ                | Befolkning (2020) | Yta (km²) | Befolknings- täthet (inv/km²) |
| Pengjiang                                               | 蓬江区    | Péngjiāng qū | Stadsdistrikt      | 853 007           | 325       | 2 625                         |
| Jianghai                                                | 江海区    | Jiānghăi qū  | Stadsdistrikt      | 364 694           | 107       | 3 408                         |
| Xinhui                                                  | 新会区    | Xīnhuì qū    | Stadsdistrikt      | 909 277           | 1 260     | 722                           |
| Enping                                                  | 恩平市    | Ēnpíng shì   | Stad på häradsnivå | 483 907           | 1 698     | 285                           |
| Heshan                                                  | 鹤山市    | Hèshān shì   | Stad på häradsnivå | 530 684           | 1 108     | 479                           |
| Kaiping                                                 | 开平市    | Kāipíng shì  | Stad på häradsnivå | 748 777           | 1 659     | 451                           |
| Taishan                                                 | 台山市    | Táishān shì  | Stad på häradsnivå | 907 744           | 3 286     | 276                           |

## Klimat
Genomsnittlig årsnederbörd är 2 336 millimeter. Den regnigaste månaden är maj, med i genomsnitt 370 mm nederbörd, och den torraste är januari, med 27 mm nederbörd.